# 小行星43806
小行星43806（43806 Augustepiccard）是一颗绕太阳运转的小行星，为主小行星带小行星。该小行星于1991年9月13日发现。
該小行星以瑞士物理學家奧居斯特·皮卡爾命名。

## 轨道参数
小行星43806的轨道半长轴为2.4533248 UA，离心率为0.180。